# Canton de Bruyères-et-Montbérault
Pour le canton actuel dans les Vosges, voir Canton de Bruyères.
Le canton de Bruyères est une ancienne division administrative française, située dans le district de Laon du département de l'Aisne. Son chef-lieu était la commune de Bruyères au moment de sa création, puis Bruyères-et-Montbérault. Le canton comptait 19 communes au moment de sa création.

## Histoire
Le canton est créé le 18 février 1790 sous la Révolution française, avec le nom de canton de Bruyères. 
Le canton a compté dix-neuf communes avec Bruyères pour chef-lieu au moment de sa création : Arrancy, Athies, Bièvres, Bruyères, Chambry, Chérêt, Eppes, Festieux, Montbérault, Montchâlons, Orgeval, Parfondru, Ployart, Presles, Puisieux, Thierny, Vaurseine, Veslud et Vorges.
Entre 1791 et 1794, les communes de Presles et Thierny se regroupent et la nouvelle entité prend le nom de Presles-et-Thierny. Par arrêté du Directoire du département du 16 août 1792, la commune de Puisieux, qui avait été auparavant le chef-lieu d'une commanderie, est absorbé par Chambry. Entre 1793 et 1794, Bruyères et Montbérault fusionnent et forment la commune de Bruyères-et-Montbérault. Le canton compte alors 16 communes jusqu'à sa disparition. Le canton prend le nom de Bruyères-et-Montbérault.
Lors de la création des arrondissements par la loi du 28 pluviôse an VIII (17 février 1800), le canton de Bruyères est rattaché à l'arrondissement de Laon.
Le canton disparaît le 25 septembre 1801 (3 vendémiaire, an X) sous le Consulat ; Arrancy, Athies, Bièvres, Bruyères-et-Montbérault, Chambry, Chérêt, Eppes, Festieux, Montchâlons, Orgeval, Parfondru, Ployart, Presles-et-Thierny, Vaurseine, Veslud et Vorges sont reversées dans le canton de Laon.

## Composition
Le canton est composé de 16 communes au moment de sa suppression en 1801. 
Le tableau suivant en donne la liste, en précisant leur nom, leur population en 1793, puis en 1800, leur cantons de rattachement de l'An X, et leur appartenance aux cantons actuels.
| Communes                 | Population (1793) | Population (1800) | Canton de l'an X | Canton actuel |
| ------------------------ | ----------------- | ----------------- | ---------------- | ------------- |
| Arrancy                  | 256               | 302               | Laon             | Laon-2        |
| Athies,                  | 520               | 640               | Laon             | Laon-2        |
| Bièvres                  | 235               | 256               | Laon             | Laon-2        |
| Bruyères-et-Montbérault, | 1 035             | 1 037             | Laon             | Laon-2        |
| Chambry                  | 137               | 134               | Laon             | Laon-1        |
| Chérêt                   | 142               | 168               | Laon             | Laon-2        |
| Eppes                    | 319               | 329               | Laon             | Laon-2        |
| Festieux                 | 710               | 770               | Laon             | Laon-2        |
| Montchâlons              | 181               | 214               | Laon             | Laon-2        |
| Orgeval                  | 108               | 115               | Laon             | Laon-2        |
| Parfondru                | 371               | 379               | Laon             | Laon-2        |
| Ployart,                 | 179               | 172               | Laon             | Guignicourt   |
| Presles-et-Thierny       | 400               | 311               | Laon             | Laon-2        |
| Vaurseine,               | 87                | 99                | Laon             | Guignicourt   |
| Veslud                   | 404               | 320               | Laon             | Laon-2        |
| Vorges                   | 440               | 425               | Laon             | Laon-2        |

## Évolution démographique
| 1793  | 1800  |
| ----- | ----- |
| 5 524 | 5 671 |

Histogramme

(élaboration graphique par Wikipédia)